# Sea World (Australien)

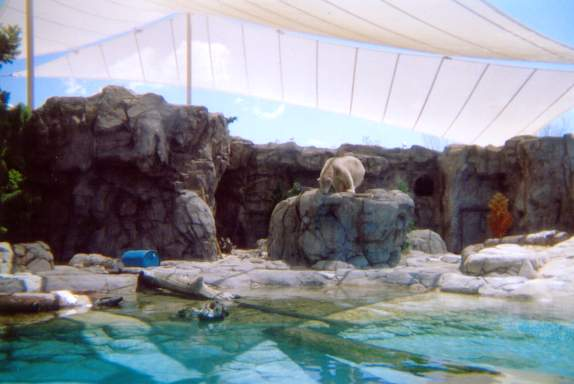
Ping, der Eisbär im Polar Bear Shores

Sea World ist ein Meeres-Themenpark an der Gold Coast im australischen Bundesstaat Queensland. Er enthält verschiedene Fahrattraktionen sowie Tierausstellungen.
Der Park wurde von Keith Williams als Surfers Paradise Ski Gardens im Jahre 1958 gegründet. 1971 wurde der Park nach Southport Spit verlegt. Seit 1972 heißt der Park Sea World.

## Attraktionen
Sea World zeigt verschiedene Shows mit Delphinen und Seelöwen. Auch gibt es mehrere Eisbären. Im Jahre 2004 wurde die Shark Bay eröffnet, eine naturgetreue Nachbildung einer Lagune, die es den Zuschauern erlaubt, Haie sowohl unter als auch über Wasser zu beobachten.
Neben vielen weiteren Aquarien mit Pinguinen, Pelikanen usw. bietet der Park auch einige Fahrattraktionen, Karussells, 3D- und 4D-Shows. Außerdem gab es eine Vulkanfahrt, bei der man in einem „Boot“ einen nachgebildeten Vulkan hinabfuhr und beim Auftreffen auf das Wasser nass wurde. Heute befindet sich an dieser Stelle die Wasserachterbahn Storm Coaster, gebaut vom deutschen Hersteller Mack Rides.
Ende 2022 eröffnete der neue Themenbereich „New Atlantis“ mit den Hauptattraktionen Leviathan (Holzachterbahn mit der Besonderheit, dass man im letzten Wagen des Zuges rückwärts fährt), Trident (42 Meter hohes Kettenkarussell) und Vortex (Top Spin Suspended).
Von 2006 bis 2010 wurde im Sea World die australische Serie „H2O: Just Add Water“ (H2O – Plötzlich Meerjungfrau) in Kooperation mit dem ZDF gedreht.

## Monorail

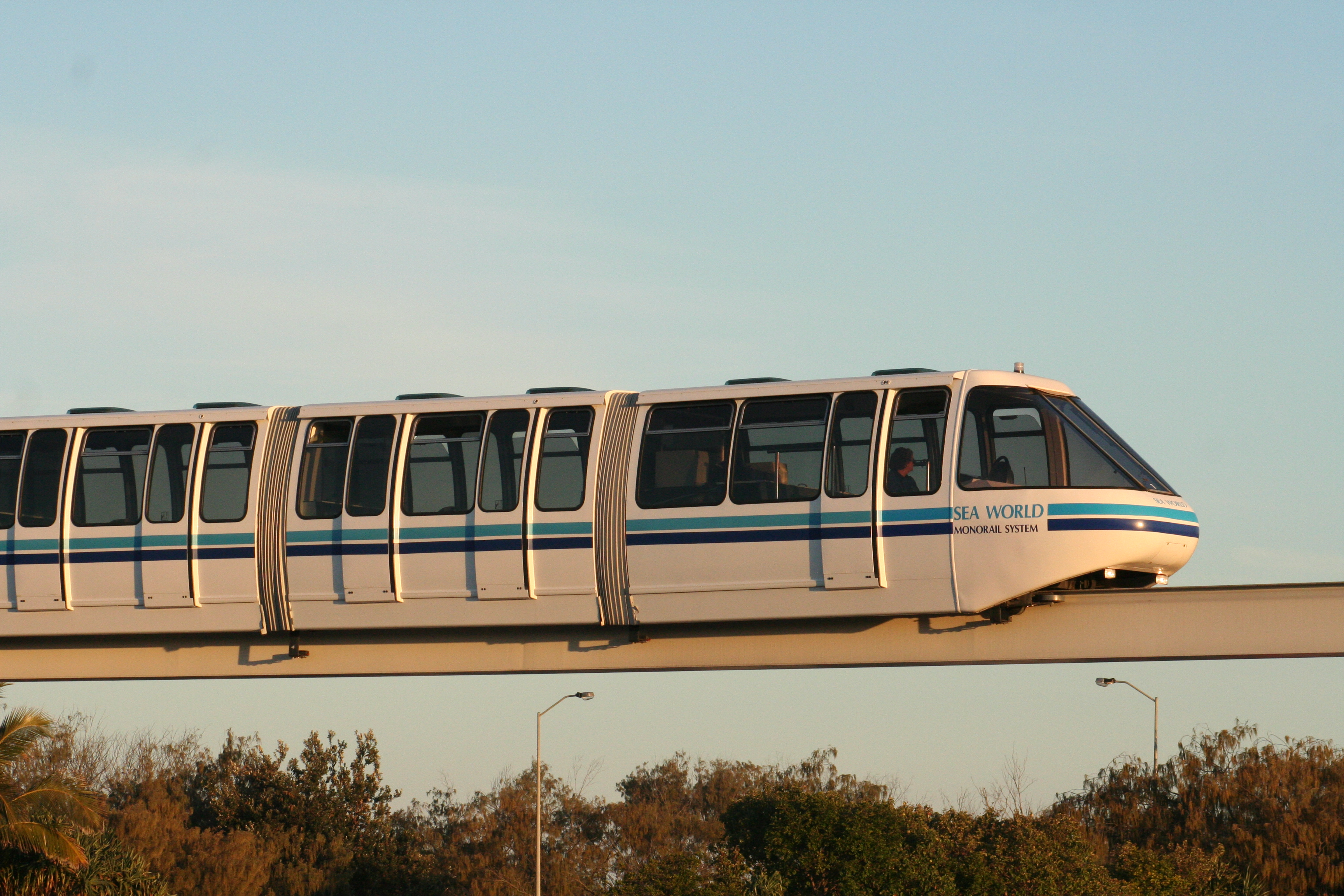
Sea World Monorail (vorderes Drittel eines Zuges)

Am 15. August 1986 wurde im Sea World die erste Monorail Australiens in Betrieb genommen; es handelte sich um das Modell Mk-2 des Schweizer Herstellers Von Roll. Auf einer zwei Kilometer langen Ringstrecke mit drei Stationen verband sie den Park mit dem Sea World Nara Resort. Zunächst wurde der Betrieb mit zwei Zügen aufgenommen. Nach dem Ende der World Expo 88 in Brisbane, auf der eine baugleiche Monorail mit vier Zügen installiert worden war, wurde einer der dortigen Züge übernommen; seither bestand die Flotte im Sea World aus drei Zügen (die restlichen drei Züge der World Expo 88 wurden vom Europa-Park aufgekauft und verkehren dort unter dem Namen EP-Express).
Seit der Schließung der Broadbeach-Monorail im Jahr 2017 war die Bahn im Sea World die letzte verbliebene Monorail Australiens. Sie wurde am 26. Oktober 2019 außer Betrieb genommen, um Platz zu schaffen für den neuen Themenbereich „New Atlantis“. Damit ist Australien (neben der Antarktis) der einzige Kontinent, der keine Monorail besitzt (siehe die Liste von Einschienenbahnen).

## Achterbahnen
| Name                             | Typ                         | Hersteller         | Eröffnungsjahr |
| -------------------------------- | --------------------------- | ------------------ | -------------- |
| Jet Rescue                       | Launched Coaster            | Intamin            | 2008           |
| Leviathan                        | Holzachterbahn              | Martin & Vleminckx | 2022           |
| SpongeBob's Boating School Blast | Familienachterbahn          | Zamperla           | 2015           |
| Storm Coaster                    | Wasserachterbahn, Dark Ride | Mack Rides         | 2013           |

### Ehemalige Achterbahnen
| Name         | Typ                              | Hersteller     | Eröffnung | Schließung |
| ------------ | -------------------------------- | -------------- | --------- | ---------- |
| Sea Viper    | Stahlachterbahn mit Inversionen  | Arrow Dynamics | 1981      | 2014       |
| Thrillseeker | Stahlachterbahn ohne Inversionen | S.D.C.         | 1982      | 2002       |